# Phạm Minh Chính
Phạm Minh Chính (født 10. december 1958 i Hậu Lộc, Thanh Hoa-provinsen) er en vietnamesisk politiker, der er Vietnams premierminister. Han blev udvalgt til stillingen blandt landets nationalforsamling, og udpeget den 5. april 2021 af hans forgænger, Nguyễn Xuân Phúc, der blev pensioneret fra sit embede. Chính blev medlem af Det kommunistiske parti i Vietnam den 25. december 1986.
Pham Minh Chinh er født i det sydlige Vietnam og er uddannet fra Hanoi University i økonomisk ledelse mellem 1976, efterfølgende studerede han administrativ ledelse på Technical University of Civil Engineering of Bucharest 1976-1984.